# Пенесты
Пене́сты (др.-греч. Πενέσται — работаю, πεεστης — работник) — крепостные работники в древнегреческой области Фессалия. Имели статус, сходный со статусом илотов Спарты. Наряду с илотами упоминаются в «Политике» Аристотеля (Книга вторая (В).II.13).
Традиционно считаются потомками ахейцев, подвергшихся вторжению племён, переселившихся из Феспротии. Архемакус (цит. по Афинею, VI, 264), писатель III в. до н. э., считал, что они были беотийцами:

Эоловы беотийцы, которые не эмигрировали, когда их страна была завоевана фессалийцами, сдались победителям при условии, что они не будут изгнаны, не будут преданы смерти, но они должны обрабатывать землю для новых владельцев, выплачивая в качестве арендной платы часть продукции, получаемой с земельных угодий, и многие из них богаче, чем их хозяева.
Фессалийские земли были обширны и плодородны, но малолюдны. В распоряжении пенестов, таким образом, имелись большие площади, пригодные для обработки. Пенесты могли свободно распоряжаться сельхозпродукцией, остававшейся у них после оплаты аренды, а также владеть собственностью. Некоторые пенесты, называемые латреями, работали в качестве домашней прислуги, получая за это жалование.
Дионисий Галикарнасский сообщает (II, 9), что строптивых пенестов подвергали телесным наказаниям и что, вообще говоря, с ними обращались как с рабами (то есть как с движимым имуществом — собственностью своих законных владельцев). Свободные фессалийцы по своей численности, по-видимому, значительно превосходили пенестов.
Из одного из отрывков сочинений Демосфена следует, что пенесты иногда сопровождали своих хозяев в бою и сражались верхом, наподобие их «рыцарей» или «вассалов». Это обстоятельство неудивительно, принимая во внимание славу фессалийской кавалерии. Пенесты Фессалии напоминали лаконских илотов и в другом отношении: они часто восставали с оружием в руках против своих господ. Существовали пенесты и среди македонян. Известно также иллирийское племя, называвшееся «Пенесты».
Филократ, малоизвестный греческий историк, сообщает, что пенестов по-другому называли еще Θετταλοικέται — «фессалийскими рабами» (FHG IV.477).